# Ellinikó (ort i Grekland, Epirus)
Ellinikó (Elliniko) är en ort i Grekland.   Den ligger i prefekturen Nomós Ioannínon och regionen Epirus, i den centrala delen av landet, 290 km nordväst om huvudstaden Aten. Ellinikó ligger 747 meter över havet och antalet invånare är 443.
Terrängen runt Ellinikó är kuperad. Runt Ellinikó är det glesbefolkat, med 19 invånare per kvadratkilometer. Närmaste större samhälle är Ioánnina, 15,4 km nordväst om Ellinikó. I omgivningarna runt Ellinikó växer i huvudsak blandskog.